# Egyptens flotta

Egyptens örlogsflagga

Egyptens flotta (arabiska:القوات البحرية المصرية) är en av fyra försvarsgrenar i Egyptens väpnade styrkor. Egyptens kustbevakning ingår i flottan, vars uppgift är att beskydda över 2 000 km av kustlinje längs Medelhavs- och Rödahavskusterna samt ingångarna till Suezkanalen. Fartyg tillhörande den egyptiska flottan har fartygsförkortningen Egyptian Naval Ship ENS.
Redan Antikens Egypten hade en flotta.